# Adrián Ortolá
Adrián Ortolá Vañó (ur. 20 sierpnia 1993 w Jávei) – hiszpański piłkarz występujący na pozycji bramkarza w hiszpańskim klubie CE Sabadell.